# Minervarya pentali
Minervarya pentali — вид жаб родини Dicroglossidae. Описаний у 2021 році.

## Етимологія
Вид названий пенталі на честь індійського біолога Діпака Пентала, генетика рослин і колишнього проректора Делійського університету, на знак визнання його допомоги у створенні лабораторії систематики в університеті.

## Поширення
Ендемік Індії. Поширений в Західних Гатах. Його ареал простягається від округу Кожикоде в штаті Керала на півночі до району Каньякумарі в Тамілнаду на півдні. Мешкає в зарослих придорожніх ділянках, плантаціях, зрошуваних полях і поблизу природних джерел води.

## Опис
M. pentali менший за інші види Minervarya: самці сягають до 20 мм завдовжки, а самиці — 25 мм. Шкіра складчаста і гранульована. Верхні частини тіла сірувато-коричневі і мають текстуру шагрені, а нижня частина гладка і загалом блідіша. Горло тілесного кольору, а горловий мішок чорний. Посередині спини проходить жовто-сіра лінія.

## Спосіб життя
Це напівводний, наземний вид. Трапляється на трав'янистих ділянках, прилеглих до рисових полів, порушеного (відкритого) вологого тропічного лісу, берегів струмків та покинутих кар'єрів. Активний вночі.